# لارت تیلور
لارِت تیلور (انگلیسی: Laurette Taylor؛ ۱ آوریل ۱۸۸۳ – ۷ دسامبر ۱۹۴۶) یک هنرپیشه برجستهٔ تئاتر و سینما اهل ایالات متحده آمریکا بود.
از فیلم‌هایی که وی در آن‌ها نقش آفرینی کرده است، می‌توان به خوشبختی و شبی در رم اشاره نمود.